# Adalbert Krieger Vasena
Adalbert Sully Krieger Vasena (Buenos Aires, 11 de febrero de 1920-íd., 15 de junio de 2000) fue un economista argentino que ocupó el Ministerio de Economía y Trabajo del país entre 1967 y 1969 durante el gobierno de facto de Juan Carlos Onganía.
Cursó estudios de postgrado y en la Universidad de Buenos Aires obtuvo los títulos de Contador Público Nacional y Doctor en Ciencias Económicas. Ocupó por un tiempo el cargo de Ministro de Hacienda entre los años 1957 y 1958, durante el gobierno de facto de Pedro Eugenio Aramburu.

## Biografía

### Familia y formación
Su padre, Suleymán Krieger (de origen judío turco pero nacido en Jerusalén) fue denunciado por el general Severo Toranzo como banquero del golpista que derrocó a Yrigoyen: el general José Félix Uriburu. Su banco, el de Finanzas y Mandatos, propició —según Toranzo— la usura y la coima. Su madre, María Teresa Margarita Vasena, era de religión católica e hija de Pedro Vasena, propietario de los Talleres Vasena.

### Ministro de Economía

#### Durante la «Revolución Libertadora» (1957-1958)
A los 37 años, fue designado de facto ministro de Economía por el dictador Pedro Eugenio Aramburu, tras el golpe de estado de 1955 durante la cual propició el ingreso de Argentina al FMI y que luego fuera él mismo funcionario del Fondo Monetario, el régimen tomó deuda externa por 700 millones de dólares, que no pudo pagar, dejando al país al borde del default.

#### Durante de la «Revolución Argentina» (1967-1969)
En 1967, fue designado nuevamente Ministro de Economía del país por el gobierno de Juan Carlos Onganía, reemplazando al demócrata-cristiano Jorge Néstor Salimei. Krieger Vasena aplicó diferentes medidas económicas de corte liberal, entre las que se encontraban:
- Devaluación del 40% que llevó el tipo de cambio a 350 pesos.
- Reducción del déficit fiscal, principalmente gracias al aumento de las retenciones a las exportaciones.
- En cuanto a políticas de ingresos, se suspendieron los aumentos de los salarios por el término de 2 años; después de un pequeño aumento, se congelaron tarifas públicas y de combustibles y se estableció un acuerdo voluntario de precios con las empresas líderes
- Reducción de los aranceles a las importaciones
- La suspensión de los convenios colectivos de trabajo.
- La sanción de una ley de hidrocarburos, que permitía la participación de las empresas privadas en el negocio del petróleo
- La sanción de la ley de alquileres que facilitaba los desalojos.
- Desregulación financiera.

También se construyeron puentes sobre el Río Paraná y otras obras viales, constituyeron junto con las obras privadas las inversiones más importantes. Esta situación favoreció fundamentalmente a los contratistas del Estado.[cita requerida]
Existieron sectores que se vieron perjudicados, como los sectores rurales y los empresarios nacionales, por la falta de protección y la desnacionalización. La producción agrícola, disminuyó considerablemente, al igual que el sector industrial que sufrió una crisis. La supresión de medidas proteccionistas perjudicaron a productores regionales del Chaco, Tucumán y Misiones. Consecuentemente, el PBI cayó un 1.2 por ciento y aumentaron los precios mayoristas y minoristas. La producción agrícola, disminuyó considerablemente, junto con las exportaciones industriales, el sector agrario se sintió perjudicado por las fuertes retenciones a la exportación. Las provincias de Tucumán, Chaco y Misiones sufrieron enormemente al suprimirse las protecciones. Consecuentemente, el PBI cayó un 1,2% y aumentaron los precios mayoristas y minoristas. El fenómeno monetario terminó impactando en la sociedad  a pesar del congelamiento salarial ocurridos en lo que iba del año, un salario índice 100 de junio de estaba en noviembre a  40,05 respecto a enero de ese año De este modo, el salario real estaba en picada.
La tasa de inflación continuó su marcha ascendente (según el índice de precios mayoristas de diciembre de cada año las cifras indican que los precios aumentaron 3.9 % en 1968, 7.3 % en 1969, 26.8 % en 1970, 48.2 % en 1971 y 76 % en 1972) Disminuyeron las reservas, y aumentó la importación de combustibles un 300 %, enfatizando la dependencia extranjera de insumos. Además se produjo una devaluación del 8 %.
A fines de 1969, Onganía, al ver su autoridad resentida, la salida de los capitales extranjeros y una posibilidad de que reapareciera un brote de inflación, intentó modificaciones. Reemplazó entonces a Krieger Vasena por José María Dagnino Pastore.

### Actividad posterior
Luego de ser separado del gobierno de Juan Carlos Onganía su actividad política menguó, se dedicó a escribir artículos económicos para prestigiosas instituciones periodísticas o bien, editó su único libro, Latin America: A Broader World Role.
Entre 1973 y 1978 se desempeñó como Vicepresidente Ejecutivo para América Latina del Banco Mundial. Desde 1984 fue instituido miembro del Consejo Argentino para las Relaciones Internacionales y en 1987 miembro de la Fundación de Investigaciones Económicas Latinoamericanas, cargos que conservó hasta su muerte. 
En 1986 fue galardonado con el Premio Konex.